# 베를린 니콜라스제역
베를린 니콜라스제역(Bahnhof Berlin-Nikolassee)은 베를린 슈테글리츠첼렌도르프구 니콜라스제에 있는 반제선과 베를린-블랑켄하임선 S반선의 철도역이다. 두 노선상의 역은 떨어져 있으며 환승 통로로 연결되어 있다.

## 역사
니콜라스제 일대에 택지를 개발하려고 했던 부동산 회사 Heimstätten AG의 주도로 역 건설이 시작되었다. 철도역 건설은 택지 개발에 큰 영향을 줄 수 있었다. 1901년부터 1902년까지 대합실 건물이 건설되었다. 중세와 근대 건축을 혼합한 형태로 설계되었고, 설계자는 프리츠 브로우닝(Fritz Bräuning)과 파울 포글러(Paul Vogler)였다.
니콜라스제역은 반제선과 베를린-블랑켄하임선의 환승역으로 1902년 5월 1일에 두 노선이 동시에 개업했다. 1928년에는 블랑켄하임선, 1933년에는 반제선이 전철화되었다. 1934년부터 1938년까지 현재의 형태로 역사가 재건축되었다. 이 과정에서 양 노선의 환승통로가 개설되었고 블랑켄하임선의 근교선과 장거리선이 분리되었다.

## 시설
양쪽 노선 모두 승강장은 블랑켄하임선과 반제선의 분기점에서 북쪽으로 더 나아간 곳에 설치되어 있다. 블랑켄하임선의 남쪽으로 향하는 S반선은 입체 교차로 반제선 서쪽에서 합류하며, 동쪽에 있는 화물선은 블랑켄하임선을 하부로 지나간다. 두 승강장은 모두 섬식 승강장이다. 승강장 남쪽 끝의 환승 통로로 연결되어 있으며, 동쪽으로는 양 노선 모두의 대합실이 설치되어 있다. 승강장 북쪽으로도 환승 통로 자체는 연결되어 있다. 역의 구조상 환승거리가 길어서 다음 역인 반제역에서의 환승이 더 편하기 때문에 환승 목적으로도 자주 사용되지 않으며, 역 자체의 승객 수도 적은 편이다.

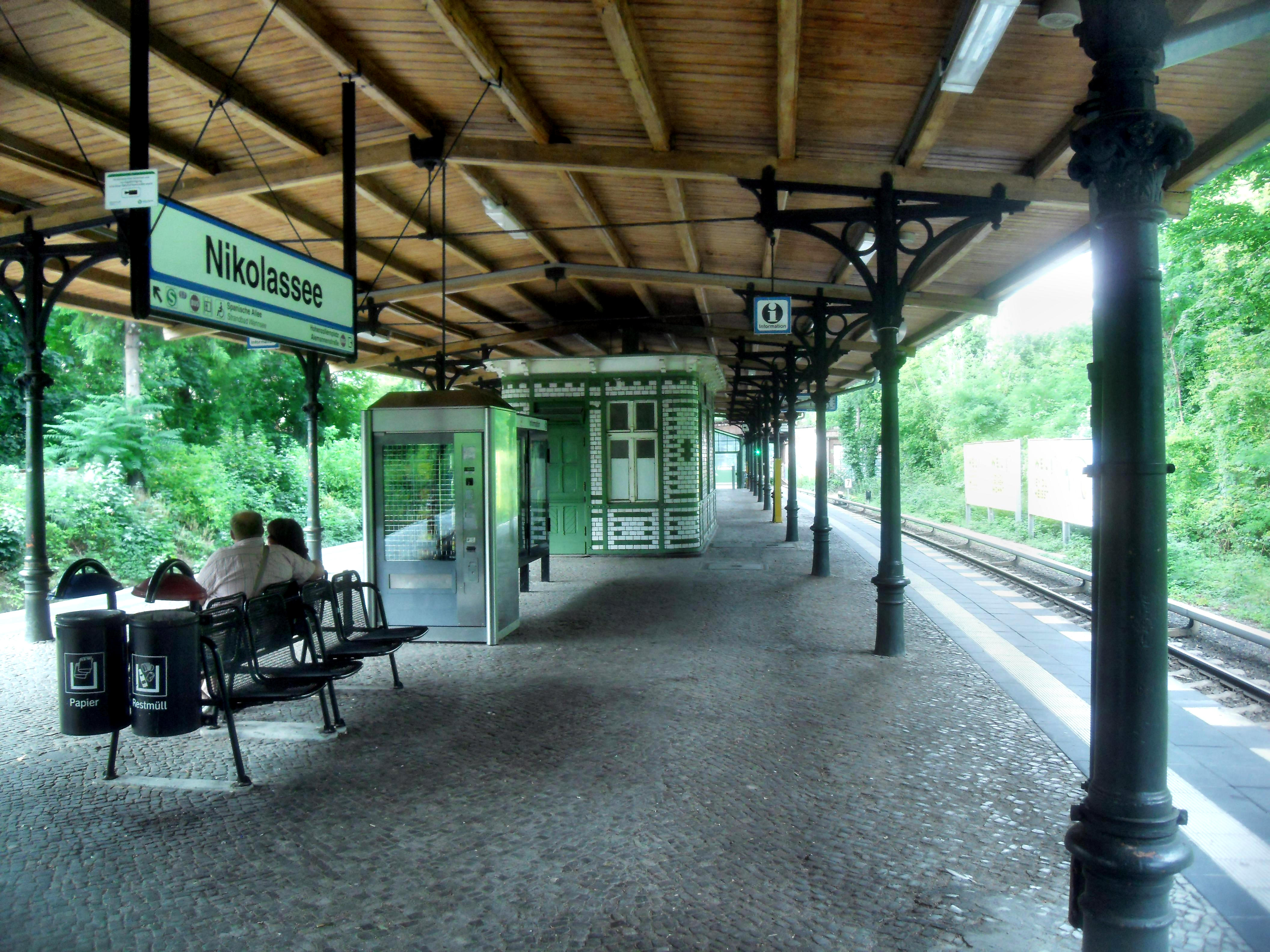
반제선 승강장(S1)
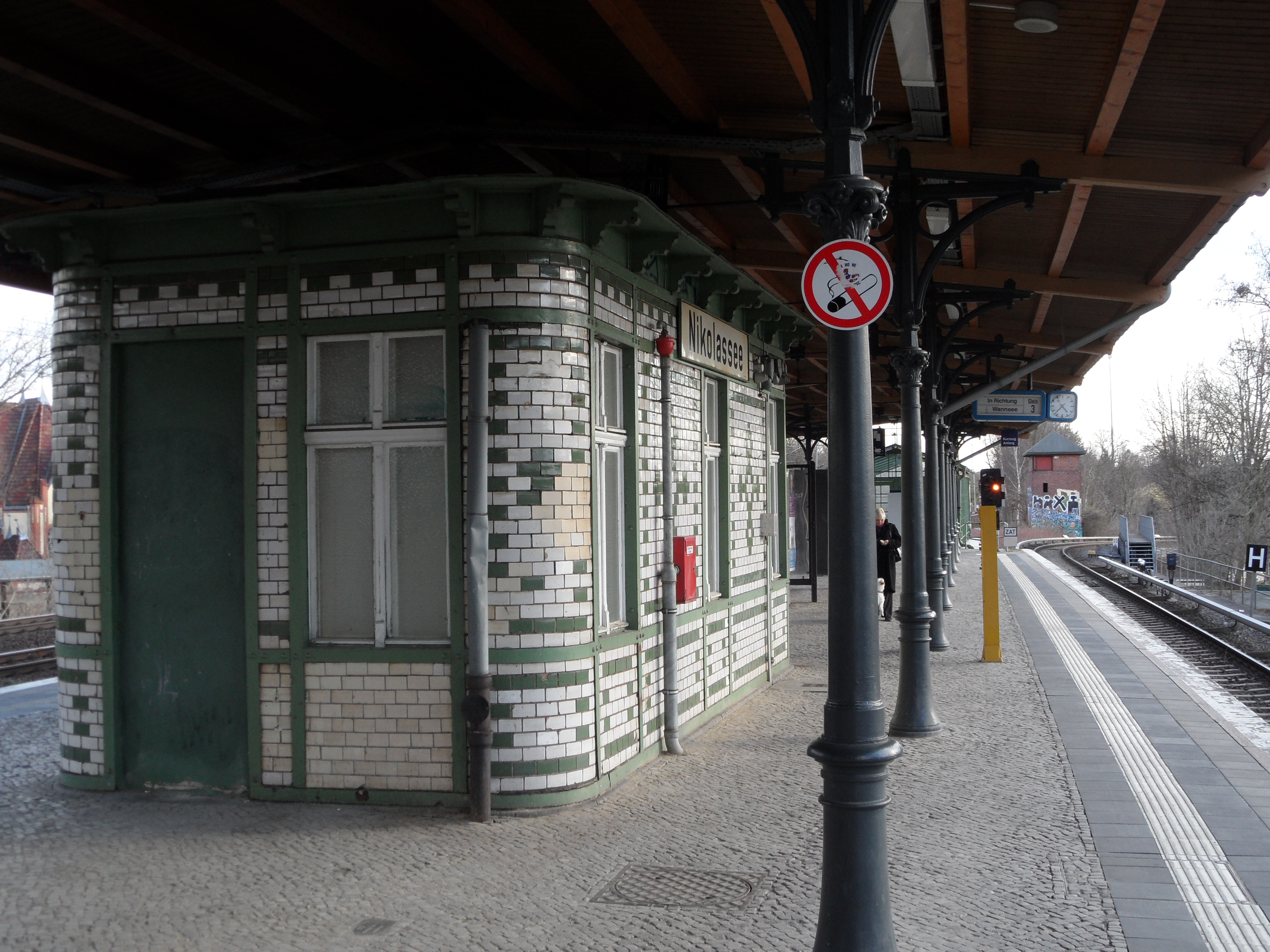
도심선 승강장(S7)

## 인접 철도역
베를린 버스 112, 312(계절 운행), N16번과 환승 가능하다.
| 베를린 S반                     | 베를린 S반 | 베를린 S반                 |
| ------------------------------ | ---------- | -------------------------- |
| 슐라흐텐제 오라니엔부르크 방면 | S1         | 반제 방면                  |
| 반제 포츠담 중앙역 방면        | S7         | 그루네발트 아렌스펠데 방면 |